# Ca l'Antic
|  | Per a altres significats, vegeu «Ca l'Antic (Bigues)». |

Ca l'Antic és una casa a una cantonada, a l'inici d'un raval, al peu del camí cap a Barcelona i prop del portal del capdavall de la vila vella de Berga. Casa forta construïda fora muralles, a l'inici del raval que funciona com a punt on l'eix tradicional de la vila canvia de direcció. El 1654 el veguer Francesc Catllar i Solanell tenia una casa al raval. Li cremaren i es vengué el solar a la família Antic, que s'hi feu una casa. El 1811 a la casa Gironella s'hi estableix una acadèmia militar al servei de la Junta Suprema de Catalunya. Ha estat protegida com a bé cultural d'interès local.
Estructurada en semi-soterrani, aprofitant un desnivell del terreny, planta baixa, i dos pisos superiors. La coberta és a quatre vessants amb teula àrab. El parament és a base de carreus de pedra després arrebossat imitant-ne les formes. Les obertures són totes força senzilles, allindanades i, en el cas dels balcons, baranes de ferro sense ornaments. El semi-soterrani en origen eren quadres i magatzems, està cobert amb voltes de pedra tosca i actualment és un bar. A la planta baixa hi ha un bar restaurant, al primer pis, un magatzem i les altres, oficines i habitatges.